# Sla Kram (gmina)
Sla Kram – gmina (khum) w północno-zachodniej Kambodży, w zachodniej części prowincji Bântéay Méanchey, w dystrykcie Svay Chék. Stanowi jedną z 8 gmin dystryktu.

## Miejscowości
Na obszarze gminy położonych jest 8 miejscowości:
- Sla Kram
- Kakaoh
- Kamnab
- Toap Siem
- Khlaeng Poar Akphivoat
- Prasat
- Kouk Ampil
- Khlaeng Poar